# Barbara Gowdy
Barbara Gowdy est une écrivain canadienne née en 1950 à Windsor (Ontario).